# Erwin Sellering
Erwin Sellering (født 18. oktober 1949 i Sprockhövel, Nordrhein-Westfalen, Tyskland) er en tysk politiker, der fra 2008 til 2017 var ministerpræsident i delstaten Mecklenburg-Vorpommern, valgt for SPD. Fra 2006 var han delstatens social- og sundhedsminister, og 2000-2006 justitsminister.
Sellering har en juridisk embedseksamen fra universiteterne i Heidelberg, Bochum og Münster. I 1981 blev han udnævnt til dommer i Gelsenkirchen, og fra 1994 var han ledende dommer i Greifswald. I 1996 blev han viceretspræsident samme sted. Fra 1998 til 2000 var han afdelingsleder i Statskansleriet i Mecklenburg-Vorpommern. 
Han blev medlem af SPD i 1994, og blev i 1996 været medlem af ledelsen af partiet i Mecklenburg-Vorpommern; siden 2003 næstformand. Han blev valgt som formand for partiet i hele delstaten i 2007 og tillige formand i Vorpommern. Han blev valgt til landdagen første gang i 2002. To år tidligere var han blevet udnævnt til justitsminister i Harald Ringstorffs regering. I 2006 blev han social- og sundhedsminister. Ringstorff annoncerede sin afgang som ministerpræsident i august 2008, og i oktober blev Sellering af 40 ud af 45 medlemmer af landdagen valgt til ny ministerpræsident. Han blev genvalgt i landdagsvalg i 2011 og 2016, men trak sig tilbage i 2017 på grund af sygdom og blev efterfulgt af Manuela Schwesig.